# Ізатулла
Ізатулла́ (каз. Изатулла) — село у складі Бородуліхинського району Абайської області Казахстану. Входить до складу Петропавловського сільського округу.
Населення — 78 осіб (2021; 59 у 2009, 105 у 1999, 132 у 1989).
Національний склад станом на 1989 рік:
- казахи — 100 %